# День работников азербайджанской железной дороги
«День работников азербайджанской железной дороги» — профессиональный праздник всех работников железнодорожного транспорта страны, который отмечается в Республике Азербайджан ежегодно, 13 октября.
«День работников азербайджанской железной дороги» появился в календаре официальных праздников Азербайджанской Республики сравнительно недавно, в 2005 году, после того, как 7 октября 2005 года, в столице государства городе Баку, четвёртый президент Азербайджана Ильхам Гейдар оглы Алиев, «учитывая важную роль работников железной дороги Азербайджана в развитии экономики и социальной жизни страны», подписал Указ «О дне работников азербайджанской железной дороги», который предписывал «13 октября каждого года — объявить Днем профессионального праздника работников Азербайджанской железной дороги». В указе главы государства также объяснялось, почему выбор пал именно на этот день — 13 октября, он назывался как «день организации самостоятельной Азербайджанской железной дороги».
Уже традиционно, в «День работников азербайджанской железной дороги» руководство государства поздравляет работников железных дорог с профессиональным праздником, а наиболее отличившиеся железнодорожники награждаются государственными наградами, памятными подарками, премиями и благодарностями.
Согласно уставу, принятому во исполнение распоряжения президента республики от 20 июля 2009 года, ЗАО «Азербайджанские Железные Дороги» («Azerbaycan Demir yollari») является собственностью государства на 100 %. Устав был утверждён Кабинетом министров Азербайджана 18 февраля 2009 года.
«День работников азербайджанской железной дороги» не является нерабочим днём, если, в зависимости от года, не выпадает на выходной.